# 파라 아이스하키
파라 아이스하키(영어: Para ice hockey), 과거 명칭 슬레지하키(영어: Sledge hockey)는 신체 장애인을 위해 아이스하키를 변형한 스포츠이다. 하반신이 불편한 장애인을 위해 특별히 고안된 슬레지를 타고 경기를 진행한다. 2016년 국제장애인올림픽위원회(IPC)에서 파라 아이스하키라는 명칭으로 바꾸어 현재에 이른다. 현재 동계 패럴림픽 정식 종목으로 채택되어있다. 썰매를 타면서 경기한다.
이 스포츠는 1960년대 초 스웨덴 스톡홀름의 재활 센터에서 창안되었으며 표준 아이스하키와 유사한 규칙에 따라 경기되었다. 플레이어는 썰매에 앉아 손잡이 끝에 금속 "이빨"이 달린 특수 하키 스틱을 사용하여 얼음을 탐색한다. 경기장에서는 아이스하키 링크를 사용한다.
슬레지 하키는 1994년부터 동계 패럴림픽 프로그램의 일부였다. 세계 장애인 아이스하키 부문을 통해 국제 패럴림픽 위원회(IPC)가 이 스포츠에 대한 국제 승인 기관의 역할을 한다. 1994년부터 동계 패럴림픽에서 개최되어 가장 인기 있는 행사 중 하나였다. 2016년부터 IPC는 패럴림픽 이외의 스포츠에 대한 승인을 간소화하려는 노력의 일환으로 언어적인 이유로 "파라 아이스하키"라는 이름으로 스포츠를 홍보해 왔다.

## 경기 룰
기본적으로 아이스하키의 모든 표준 규칙이 슬레지하키에도 적용된다. 차이점은 얼음슬레지와 운동선수에게 필요한 것이다. 첫 번째 국제 규칙 세트는 1990년에 만들어졌으며 캐나다 규칙을 바탕으로 초안이 작성되었다. 슬레지하키의 유일한 페널티는 티잉(Teeing)이다. 즉, 썰매 앞쪽 반경의 일부를 사용하여 상대에게 돌진하는 행위이다. 팔의 이동이 제한된 선수는 장애가 없는 보조자의 사용이 허용된다. 푸셔는 팀 유니폼과 안전 장비를 착용해야 하며 얼음 위의 일반 선수의 속도를 초과할 수 없으며 수비 구역에 있을 때 "하우스"(골 주름에서 엔드 존 페이스오프 점까지 연장된 영역, 상단까지 확장된 영역)에 들어갈 수 없다.
게임은 15분씩 3개의 기간으로 나뉜다. 정규시간 종료 시 동점일 경우 연장전을 진행하며, 연장전 종료 후에도 여전히 동점일 경우 승부차기를 진행하여 승리팀을 결정한다. 일반 아이스하키 경기와는 다르게 총 45분, 각각 15분씩 3피리어드 경기이며 승부가 안나면 연장전 10분을 하는데 먼저 골을 넣는팀이 이긴다. 만약 골이 나오지 않으면 슛아웃을 진행한다.